# SMTPS
L'SMTPS (SMTP Secured) è una variante del protocollo di trasmissione SMTP utilizzato come standard per la trasmissione via internet della posta elettronica, concepito al fine di aumentare il livello di sicurezza della trasmissione stessa. La trasmissione avviene attraverso l'utilizzo del protocollo di sicurezza TLS, fornisce un'autenticazione della comunicazione e assicura l'integrità dell'informazione, già peraltro garantita tramite l'utilizzo del protocollo standard.
Il protocollo SMTPS non è né uno standard proprietario né è un'estensione dell'SMTP. È semplicemente un modo per utilizzare in sicurezza il protocollo di trasmissione SMTP durante il trasporto delle informazioni.
Questo significa che a livello applicativo il client e il server, o in generale il mittente e il destinatario della comunicazione digitale, comunicano usando il normale protocollo SMTP e la connessione è assicurata dai protocolli crittografici, SSL o TLS. Questo avviene stabilendo lo standard da usare prima che ogni informazione email sia scambiata. Dal momento che l'uso dell'SSL o del TLS non viene negoziato dai peer, i servizi SMTPS sono di solito raggiungibili su una porta dedicata.
Originalmente nel 1997 la IASNS registrò la porta 465 per l'SMTPS. Alla fine del 1998 questa fu revocata quando fu standardizzato lo STARTTLS. Con lo STARTTLS, la stessa porta può essere usata sia con sia senza TLS. Per il protocollo SMTP ciò è stato particolarmente importante perché i client di questo protocollo sono spesso altri server email e ciò implica che non è dato sapere se i server con cui si vuole comunicare abbiano una porta separata per TLS. Ancora nel 2014 vi sono servizi che continuano a offrire l'interfaccia obsoleta SMTPS sulla porta 465 in aggiunta o al posto della porta 587 definita dalla RFC 6409.